# 井上義久
井上 義久（いのうえ よしひさ、1947年7月24日 - ）は、日本の政治家。公明党常任顧問。
衆議院議員（9期）、公明党副代表、公明党選挙対策委員長、公明党政務調査会長、公明党幹事長、公明党総合選挙対策本部長を歴任した。

## 経歴
- 富山県立富山中部高等学校、東北大学工学部金属加工学科卒業。
- 1970年 - 公明新聞に入社。記者として政治部、中部支局、政策部などで勤務する。
- 1990年2月18日 - 第39回衆議院議員総選挙に公明党公認候補として出馬し、初当選（旧東京3区）。
- 1993年7月18日 - 第40回衆議院議員総選挙で落選。
- 1996年10月20日 - 第41回衆議院議員総選挙に新進党公認候補として出馬し、返り咲く（比例東北ブロック）。
- 1998年
  - 1月4日 - 新進党分党に伴い、新党平和の結成に参加。
  - 11月 - 公明党の再結成に参加。
- 1999年9月 - 役員改選により、代表・神崎武法の下で党選挙対策委員長（後に本部長）に就任。以後、国政・地方選挙で自由民主党の窓口になる。
- 2000年6月25日 - 第42回衆議院議員総選挙に出馬し、3回目の当選（比例東北ブロック単独候補、以下同）。
- 2001年 - 6月の東京都議会選挙と7月の第19回参議院議員通常選挙で公明党を善戦させ、党勢を拡大させる。
- 2003年4月 - 地方選で公明党を躍進させる。
- 2003年11月9日 - 第43回衆議院議員総選挙で4回目の当選。公明党を躍進させる。
- 2004年9月 - 内閣改造で党政務調査会長北側一雄が国土交通大臣に就任したため、後任の党政務調査会長に就任。
- 2005年9月11日 - 第44回衆議院議員総選挙で5回目の当選。
- 2006年9月 - 党政務調査会長職を斉藤鉄夫に譲り、党副代表に就任。
- 2007年 - 党副代表に留任するとともに、党総合選挙対策本部長に就任。
- 2009年9月 - 第45回衆議院議員総選挙で6回目の当選。落選した北側一雄の後任として、党幹事長に就任する。
- 2012年12月 - 第46回衆議院議員総選挙で7回目の当選。
- 2014年12月 - 第47回衆議院議員総選挙で8回目の当選。
- 2017年10月 - 第48回衆議院議員総選挙で9回目の当選。
- 2021年10月 - 第49回衆議院議員総選挙に立候補せず政界引退。公明党常任顧問に就任。

## 政策
- 選択的夫婦別姓制度に賛同する[1]。「合意に基づく多様な夫婦の形態を認めるべき」と述べている[2]。また、2015年には、夫婦別姓を認めない民法の規定をめぐり最高裁が憲法判断を示すことに関し、「最高裁の判断を待つことなく、選択的夫婦別姓を認める法改正を実現すべきだ」と述べ、別姓実現のため早急に民法を改正すべきだとの考えを示した[3][4]。また、2016年には、この問題における自民党の姿勢について、自民党の中の結論が出ていないために国会でのコンセンサスができておらず、できるだけ早く、方向性を出すべき、とした[5]。
- 2007年1月25日、「永住外国人に対する地方公共団体の議会の議員及び長の選挙権の付与に関する法律案」を衆議院に提出した[6]。
- 2013年11月26日、特定秘密保護法案の採決で賛成票を投じた[7]。

## 人物
- 2015年1月14日、ホテルニューオータニで開かれた在日本大韓民国民団（民団）の新年会に下記19名で参加した。

【民主党】 赤松広隆元衆議院副議長・最高顧問、藤田幸久国際局長、江田五月最高顧問、直嶋正行党副代表、白眞勲参議院副幹事長、鈴木克昌党副幹事長
【自民党】 額賀福志郎額賀派会長、河村建夫二階派会長、平沢勝栄、伊藤信太郎
【公明党】 太田昭宏前代表、井上義久幹事長、石井啓一政務調査会長、魚住裕一郎参議院議員会長
【共産党】 志位和夫委員長、井上哲士参議院幹事長兼国会対策委員長、穀田恵二国会対策委員長
【社民党】 福島瑞穂党首
【維新の党】 柿沢未途政務調査会長・幹事長。
- 石破茂が自由民主党幹事長に就任した2012年9月以降、石破とはプライベートでも親交があり、2013年9月には劇団四季のミュージカル『コーラスライン』を揃って観劇した。観劇には石破の妻も同行し、観劇後には和食料理店で深夜まで痛飲したという[9]。
- 趣味はジャズ、サイクリング、読書など。
- 仙台市宮城野区に在住。家族：妻と一男一女。

## 現在の役職
- 東北大学未来科学技術共同研究センター協議会委員

## 過去の役職

### 公明党
- 副代表
- 税制調査会顧問
- 外交安全保障調査顧問
- 農林水産業活性化調査会顧問
- 経済再生調査会顧問
- 東北方面本部長
- 財務委員長
- 東北方面議長
- 税制調査会長
- 東北各県本部顧問
- 農林漁業活性化対策本部長
- マンション問題議員懇話会会長

### 衆議院
- 国家基本政策委員会理事
- 政治倫理の確立及び公職選挙法改正に関する特別委員会委員

## 主な所属議員連盟
- ボーイスカウト振興国会議員連盟（副会長）
- 高速道路建設推進議員連盟
- 与党整備新幹線建設促進プロジェクトチーム - 副座長
- 北京オリンピックを支援する議員の会
- ラグビーワールドカップ2019日本大会成功議員連盟 - 副会長